# Monopolio naturale
Si definisce monopolio naturale una configurazione industriale in cui il numero ottimale di imprese presenti sul mercato è uno. Il monopolio naturale si manifesta quando nell'intervallo di produzione rilevante, ossia nell'intorno del volume di produzione domandato dal mercato, la funzione di costo è subadditiva. Ciò significa che i costi sostenuti da una sola impresa nel produrre l'intera quantità domandata sono inferiori a quelli che sosterrebbero due o più imprese contemporaneamente presenti sul mercato. Sotto queste condizioni, la presenza di un unico operatore è più efficiente di una pluralità di imprese per motivi puramente tecnologici, fermi restando i costi sociali comunque generati da un monopolista.
Due sono quindi le determinanti del monopolio naturale:
- la quantità domandata, dato che la subadditività della funzione di costo potrebbe manifestarsi solo entro un certo intervallo di produzione;
- le caratteristiche tecnologiche del settore, riferibili essenzialmente alla rilevanza dei costi fissi, da cui scaturiscono costi marginali strettamente decrescenti (il costo di produzione dell'ultima unità prodotta è inferiore a quello di tutte le precedenti) e di conseguenza costi medi strettamente decrescenti (il costo medio diminuisce all'aumentare del volume di produzione poiché la curva del costo marginale è sempre al di sotto di esso)

Se in monopolio naturale si volesse replicare il comportamento d'impresa perfettamente concorrenziale, si perverrebbe ad una configurazione in cui il profitto d'impresa è negativo: questo aspetto rappresenta un elemento problematico nella "regolamentazione pubblica" dei comportamenti di imprese private in mercati di monopolio naturale: atteso che su un mercato vi sia un'unica impresa monopolista - se il monopolio è naturale - obbligare tale impresa a comportarsi come se fosse in perfetta concorrenza, le farebbe ottenere un profitto negativo. Per questo motivo, la regolamentazione del monopolio naturale non può prevedere che l'impresa privata sottoposta a regolamentazione pubblica replichi la perfetta concorrenza. Il punto più vicino alla perfetta concorrenza, compatibile con profitti d'impresa non negativi è il punto di second best nel quale il prezzo eguaglia il costo medio di produzione: tale punto giace in una posizione intermedia tra il punto di ottimo per il monopolista e il punto di perfetta concorrenza.

## Monopoli naturali
I principali esempi di monopoli naturali sono legati alla realizzazione di infrastrutture: rete ferroviaria, rete stradale ed autostradale, rete per la distribuzione dell'acqua, del gas, dell'elettricità, porti, aeroporti, ecc.
Attualmente in Italia sono veramente pochi gli esempi di monopolio naturale applicato "puramente": in effetti, la privatizzazione di servizi, quali telefonia fissa e autotrasporto, ha minimizzato la diffusione di tale struttura economica a favore della icastica ricerca della concorrenza perfetta.
Alcuni esempi possono comunque essere trovati nella struttura del mercato elettrico e gas, in cui società di distribuzione e società di trasporto sono riconosciute come monopoli naturali e come tali sottoposti ad una regolazione che mira parallelamente ad incentivare i comportamenti virtuosi per la collettività (es. attraverso la parametrizzazione dei ricavi consentiti) e ad impedire sussidi incrociati verso altri segmenti della filiera.

## Rapporti con il potere pubblico
Questa situazione può dare un potere enorme all'operatore unico e giustifica quindi l'intervento del potere pubblico, che può assumere diverse forme: esecuzione pubblica, nazionalizzazione, o controllo esterno della gestione privata attraverso l'intermediazione di un regolatore o di una autorità creata appositamente (attraverso per esempio una delegazione di servizi pubblici).
In Italia, ad esempio, le Ferrovie dello Stato sono opera di una nazionalizzazione operata da Giovanni Giolitti nel 1905, così come l'Enel (creata nel 1962).
La manutenzione, costruzione e gestione della rete stradale è sempre stata ad esecuzione pubblica. Il servizio idrico integrato (acquedotto e fognatura) e lo smaltimento dei rifiuti, un tempo gestiti esclusivamente dalle amministrazioni locali, sono in fase di privatizzazione sotto il controllo delle autorità di ambito territoriale ottimale (ATO).
Quando siamo in presenza di un monopolio naturale detenuto dal pubblico, la cui gestione viene affidata ad un privato tramite lo strumento della concessione, e questo è combinato con l'assenza di una autorità effettivamente capace di controllare l'operatore, porta al peggioramento del servizio e all'aumento dei costi per gli utenti.
È quindi essenziale che i loro poteri e responsabilità siano chiaramente definiti e che i cittadini e loro rappresentanti dispongano di mezzi di controllo precisi affinché queste entità seguano efficacemente la loro missione.

## Analisi economica
In caso di monopolio naturale possono crearsi due situazioni:
- il ricavo marginale (Rmg) eguaglia il costo marginale (Cmg) della produzione. Per questa soluzione, occorre necessariamente l'intervento dello Stato, anche se il mercato potrebbe già arrivare a dei miglioramenti automaticamente.
- nel caso l'impresa di monopolio raggiungesse profitti infatti, altre imprese potrebbero entrare nel mercato, abbassando i prezzi e inducendo la prima ad abbassarli ulteriormente, in una guerra al ribasso dei prezzi. Ciò porterebbe l'offerta sull'equilibrio finanziario dell'impresa, dove la domanda del bene è uguale al costo medio della produzione: questa situazione comporta uno stato di second best (ottimo di secondo livello).

Entrambe le situazioni presentano dei difetti a cui è impossibile rimediare: difatti, nella scelta di first-best il monopolista vedrà i propri profitti diventare negativi. Si può facilmente capire come i suoi ricavi siano uguali ai costi variabili (prezzo=costo marginale), mentre i costi fissi non siano coperti da alcuna entrata. E visto che lo Stato tiene conto anche del monopolista, non potrà mai fargli applicare un prezzo tale da avere solo perdite, poiché egli uscirebbe subito dal mercato e la produzione si annullerebbe.
Si ricorre così a una scelta di second-best, in cui il prezzo viene fissato pari al costo medio, in modo che il monopolista possa coprire i costi fissi attraverso un minimo profitto. Intuitivamente è facile capire come, scegliendo questa strada, vi sia una perdita di benessere sociale.